# Bandera de Luxemburgo

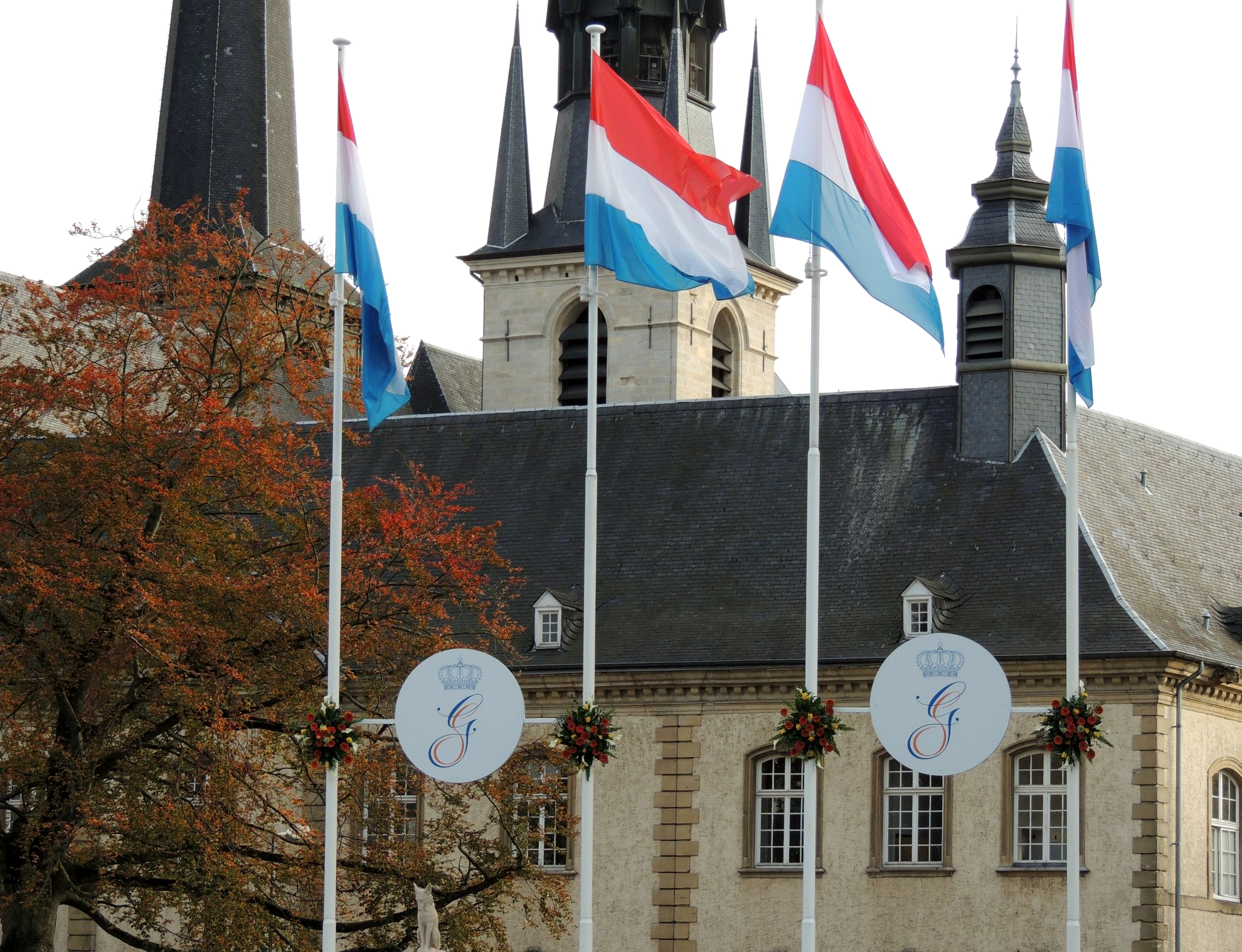
Banderas de Luxemburgo.

La bandera de Luxemburgo se compone de tres franjas horizontales del mismo tamaño, roja, blanca y celeste.  Semejante a la de los Países Bajos, pero se diferencia en que la insignia neerlandesa posee la franja inferior de color azul.
La primera insignia documentada vinculada con el ducado de Luxemburgo se remonta a 1123 y era burelada, es decir, dividida en pequeñas franjas horizontales del mismo tamaño, seguramente con los colores amarillo y rojo.
La versión actual, como la mayor parte de las banderas tricolores contemporáneas, tiene un diseño que se ha inspirado (al menos en parte) en la bandera de la Francia revolucionaria.
Parece probable que los luxemburgueses aceptaran, al elaborar su bandera (que comenzó a ser utilizada entre 1845 y 1848), los colores de la bandera neerlandesa, porque también son los que aparecen en las armas de sus duques. La bandera luxemburguesa, así como el escudo de armas, no fueron objeto de protección legal hasta 1972.
El color rojo corresponde a la norma Pantone 032C; el color azul a la norma Pantone 299C.

## Debate sobre el cambio de bandera
La semejanza de la bandera luxemburguesa con la bandera neerlandesa ha dado lugar a un debate nacional para cambiarla. 
El 5 de octubre de 2006, el parlamentario Michel Wolter presentó una propuesta legislativa para reemplazar la bandera nacional roja-blanca-azul actual por la insignia del león rojo. Argumentó que la bandera actual se confundía comúnmente con la de los Países Bajos y que, por otro lado, el león rojo era más popular, más estético y de mayor valor histórico para Luxemburgo. Wolter también afirmó que había discutido personalmente el asunto con unas trescientas personas, la mayoría de las cuales expresaron su apoyo a su iniciativa. Por otro lado, muchos políticos nacionales (incluidos los principales miembros del propio CSV de Wolter) y los vip han expresado asombro en los medios locales sobre el momento y la necesidad de tal cambio. Wolter fue apoyado en su iniciativa por el Partido Alternativo de la Reforma Democrática, de centro-derecha.

## Otras banderas

Pabellón civil, conocido como Roude Léiw
Estandarte del gran duque

## Banderas similares

Bandera de Países Bajos
Bandera de Paraguay
Bandera de Croacia
Bandera de Serbia y Montenegro (anteriormente la bandera de Yugoslavia)